# Homotoicha laminata
Homotoicha laminata är en insektsart som beskrevs av Brunner von Wattenwyl 1891. Homotoicha laminata ingår i släktet Homotoicha och familjen vårtbitare. Inga underarter finns listade i Catalogue of Life.